# Parlamentní volby v Rakousku 1919
Parlamentní volby konané 16. února 1919 byly prvními volbami v Rakousku po ukončení první světové války a rozpadu Rakouska-Uherska. Poprvé v historii mohly volit i ženy. Němečtí občané žijící na území Rakouska a sudetští Němci v nově vzniklém Československu měli taktéž hlasovací právo. Stejně se zachovalo i Německo, které dalo hlasovací právo rakouským občanům v Německu při lednových federálních volbách. Československo volby ve svém pohraničí nepovolilo.
Vítězně z voleb vyšli sociální demokraté, kteří získali 72 křesel v 170 členném parlamentu. Koaliční vládu složili s druhými křesťanskými sociály.

## Předcházející události
Na podzim 1918 bylo jasné, že Rakousko-Uhersko z první světové války nevyjde vítězně. Rakouský císař Karel I. s nadějí, že se císařství dá ještě zachránit, vydal 17. října 1918 tzv. Národní manifest, kterým federalizoval říši. Dokument obsahoval výzvu, aby byly za tímto účelem vytvořeny v jednotlivých částech říše Národní rady. O čtyři dny později se sešlo 208 německých poslanců Říšské rady ve Vídni a na společném jednání odmítli monarchistické zřízení a vyhlásili republiku Německé Rakousko. Prohlásili se za Provizorní národní shromáždění (německy Provisorische Nationalversammlung) a učinili nárok na všechna území rozpadajícího se Rakouska-Uherska, kde měli Němci většinu. Prvním rakouským kancléřem se stal sociální demokrat Karl Renner. Dne 30. října 1918 byla rozpuštěna Panská sněmovna, kterou tvořila pouze šlechta. Zákon o formě státu a vlády (Státní zákoník č. 5/1918) následně stanovil termín voleb do národního shromáždění na 16. únor 1919.

## Volby
Samotné volby měly probíhat v zásadě poměrného zastoupení a měly být rovné, přímé a tajné za účasti všech občanů bez ohledu na pohlaví. Tím vzniklo poprvé hlasovací právo žen na území Rakouska. Hlasovat se mělo na všech územích obývaných převážně Němci, ale československé úřady v Sudetech, ani Italové v Jižní Tyrolsku konání voleb nepovolili. Volby nakonec proběhly pouze na území, které měl rakouský sněm pod kontrolou (tj. oblast současného Rakouska kromě Burgenlandu, který byl do roku 1920 součástí Maďarska). Při volbách bylo na výběr z 20 kandidátek. Mnohá uskupení ale kandidovala jen v určitých obvodech a velké množství stran bylo pouze regionálního významu.

### Výsledky voleb
Sociální demokraté společně s křesťanskými sociály získali přes 75 % hlasů. Nejsilnější stanou se stala sociální demokracie pod vedením Karla Seitze, Karla Rennera a Otty Bauera. Do parlamentu bylo zvoleno i osm žen. Před zvolenými poslanci byl nelehký úkol. Museli se vypořádat s neutěšenou ekonomickou situací a inflací v drasticky zmenšené zemi, kterou mnozí její občané považovali za životaschopnou pouze jako součást Německa.

### Tabulka výsledků

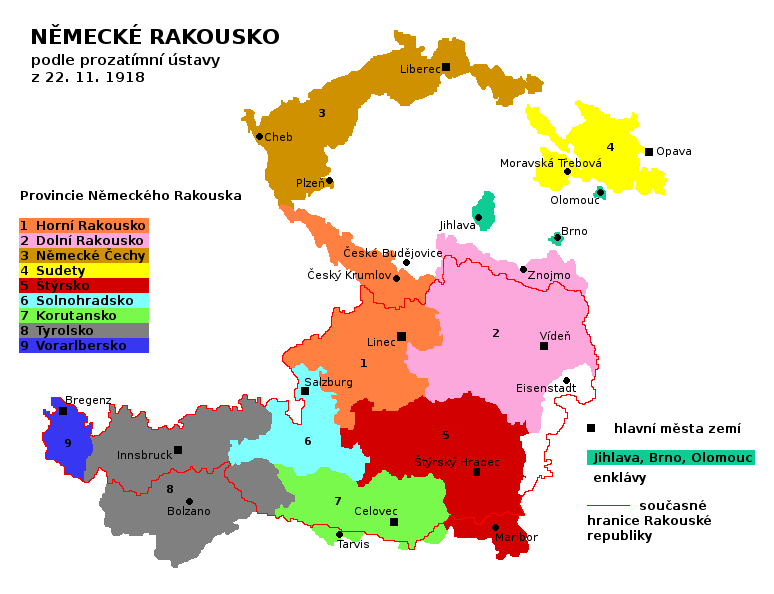
Rozsah územních nároků Německého Rakouska

| Politická strana | Politická strana                                      | Hlasy v % | Mandáty |
| ---------------- | ----------------------------------------------------- | --------- | ------- |
|                  | Sociálně demokratická dělnická strana Rakouska(SDAPÖ) | 40,8%     | 72      |
|                  | Křesťansko-sociální strana (CS)                       | 35,9%     | 69      |
|                  | Německá nacionální strana (DnP)                       | 5,8%      | 8       |
|                  | Československé strany                                 | 2,3%      | 1       |
|                  | Němečtí demokraté                                     | 2,2%      | 3       |
|                  | Německá lidová strana (DVP)                           | 2,0%      | 2       |
|                  | Německá strana svobody a pořádku                      | 1,9%      | 5       |
|                  | Občanští demokraté                                    | 1,6%      | 1       |
|                  | Štýrská rolnická strana                               | 1,6%      | 3       |
|                  | Korutanský rolnický svaz                              | 1,1%      | 2       |
|                  | Německý lidový volební výbor                          | 0,5%      | 1       |
|                  | Demokratický městský svaz                             | 0,4%      | 1       |
|                  | Liberální svaz salcburských vlastníků                 | 0,3%      | 1       |
|                  | Židovská národní strana                               | 0,3%      | 1       |
| Celkem           | Celkem                                                | 100,0%    | 170     |

## Následné události
Poslanci složili přísahu 4. března 1919 v budově bývalého Říšského sněmu. V německých částech Československa ve stejný den proběhly velké demonstrace (více: Sudetská demonstrace), při kterých došlo i na násilné střety s policií a armádou. Celkem si nepokoje vyžádaly životy 54 osob, nejvíce v Kadani (25) a ve Šternberku (16). Dne 5. března 1919 byl sněmem zvolen sociální demokrat Karl Seitz rakouským prezidentem.

### Sestavování vlády
Na žádost prozatímního shromáždění podala první vláda Karla Rennera 3. března 1919 demisi a kancléř Renner byl pověřen sestavením nové vlády. Vznikla široká koalice sociálních demokratů a křesťanských sociálů tzv. druhá vláda Karla Rennera. Bylo to poprvé a naposledy v meziválečném Rakousku, kdy se obě hlavní politické síly v zemi dokázaly dohodnout a společně vládnout. Nutno podotknout, že ekonomická situace byla zcela tristní a v nadcházející zimě reálně hrozil obyvatelstvu hlad, pokud by nedošlo k rozhodným krokům výkonné moci. Parlament přijal 17. října 1919 podmínky Saintgermainské smlouvy. Ve stejný den vláda rezignovala a kancléř složil svou třetí vládu. Stejného dne došlo k přejmenování země z Německého Rakouska na Rakousku republiku, což ukládala jako jeden z bodů Saintgermainská smlouva. Připojení Rakouska k Německu (tzv. Anschluss) bylo smlouvou přímo zakázáno.

### Rozpad vlády
V půlce roku 1920 se začala široká koalice rozpadat díky velkým názorovým rozdílům a kancléř podal 11. června 1919 demisi. Vláda schválila 6. července 1919 zákon o poměrném sestavování vlády. Ten definoval, že při neúspěšném koaličním jednání byli členové kabinetu jmenováni proporcionálně podle výsledků voleb. Zákon byl použit hned druhý den a byla sestavena přechodná vláda Michaela Mayra. Do vlády byli přizváni i poslanci Velkoněmecké lidové strany (nástupce Německé nacionální strany). Křesťanský sociál Mayr nebyl jmenován kancléřem, ale byla mu svěřena funkce tzv. vedoucího státního kancléřství. Nové volby do parlamentu byly následně vypsány na 17. října 1920.